# Stefan Steinweg
Stefan Steinweg, född 24 februari 1969 i Dortmund, Tyskland, är en tysk tävlingscyklist som tog OS-guld i lagförföljelsen vid olympiska sommarspelen 1992 i Barcelona. 